# Glencore
Glencore International plc è una società mineraria e di scambio merci multinazionale anglo-svizzera con sede a Baar in Svizzera e gli uffici registrati a Saint Helier, Jersey. La società fu fondata nel 1974 da Marc Rich & Co AG.

## Storia
Glencore è la più grande compagnia al mondo per commercio di materie prime. Nel 2010 aveva quote del 60% nel mercato globale dello zinco, 50% nel rame e 3% nel petrolio. Glencore ha strutture di produzione per gas naturale, petrolio, carbone, minerali, metalli e prodotti agricoli in tutto il mondo, oltre ad industrie per la lavorazione del cibo. La società è quotata alla Borsa di Londra dal maggio 2011, oltre che alla borsa di Hong Kong, e fa parte dell'indice FTSE 100.